# Robert Liersch
Robert Karl Liersch (ur. 28 listopada 1897 w Rejowcu, zm. 12 października 1949 w Kronach) – pastor luterański niemieckiego pochodzenia. Proboszcz parafii ewangelicko-augsburskich w Torczynie, Zelowie i Bełchatowie.

## Życiorys
Studiował teologię na Wydziale Teologii Ewangelickiej Uniwersytetu Warszawskiego. Został ordynowany 13 października 1929. Po ordynacji odbywał wikariat w parafii ewangelickiej w Łucku, a w roku 1930 został proboszczem parafii w Torczynie. Funkcję tę sprawował do roku 1939. W czasie, gdy był pastorem w Torczynie, (14 lutego 1931) ożenił się z pochodzącą z Łucka Erną, z domu Nerstheimer. Mieli dwójkę synów, Siegfrieda i Ernsta.
W chwili wybuchu wojny pastor Liersch został aresztowany przez polskich policjantów i zamknięty w obozie internowania. W czasie transportu do obozu, wraz z innymi aresztowanymi Niemcami, został zawleczony na żydowski cmentarz w Łucku i pobity przez pilnujących go funkcjonariuszy. Podczas pobytu w obozie był maltretowany przez strażników. Po zwycięstwie Niemiec w kampanii wrześniowej został mianowany w 1940 roku proboszczem parafii luterańskiej w Zelowie. Rok później został proboszczem w Bełchatowie. Funkcję tę sprawował do końca wojny. Po zakończeniu działań wojennych wyjechał do Bawarii i osiedlił się w Kronach, gdzie w latach 1946–1949 był proboszczem miejscowej parafii ewangelickiej. Zmarł przedwcześnie 12 października 1949 roku. Przyczyną śmierci były powikłania wywołane maltretowaniem w obozie internowania.